# Protandrena avulsa
Protandrena avulsa är en biart som beskrevs av Ramos och Melo 2006. Protandrena avulsa ingår i släktet Protandrena och familjen grävbin. Inga underarter finns listade i Catalogue of Life.